# Oasi naturalistica dei Giganti di Cozzo del Pesco

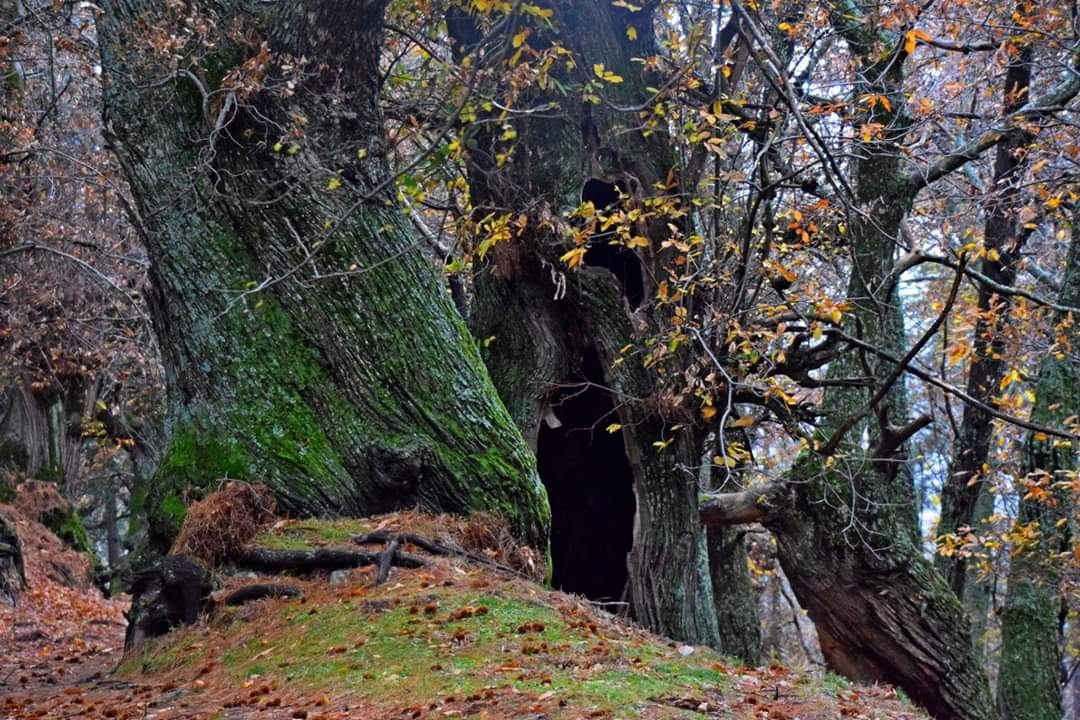
Uno dei Giganti di Cozzo del Pesco nell'ottobre del 2019

L'Oasi naturalistica dei Giganti di Cozzo del Pesco è una riserva naturale situata nel cuore della Sila Greca, all'interno del territorio di Corigliano-Rossano, area di Rossano in Calabria, a circa 5 km dall'abbazia di Santa Maria del Patire.

## Storia

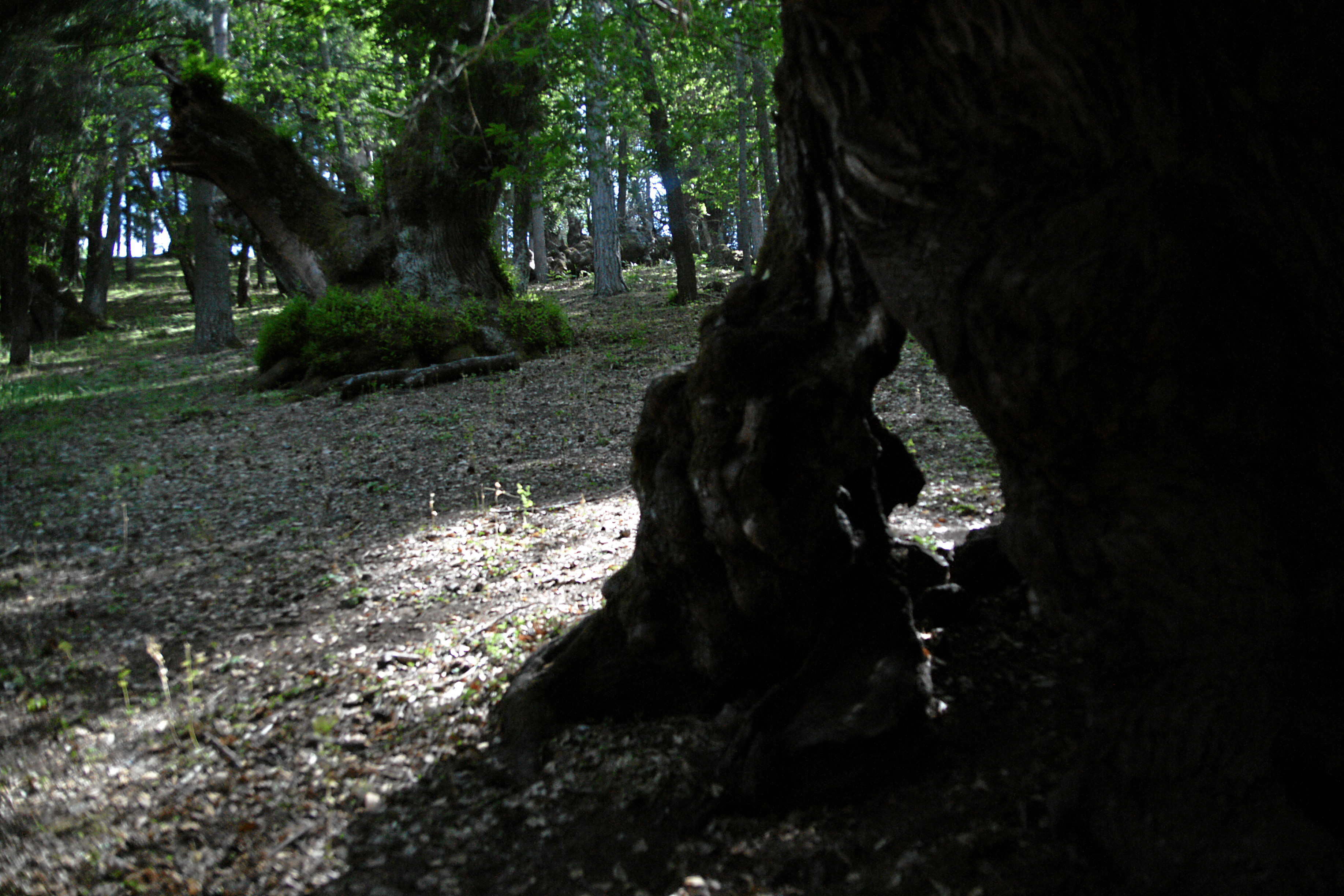
Vista dell'area

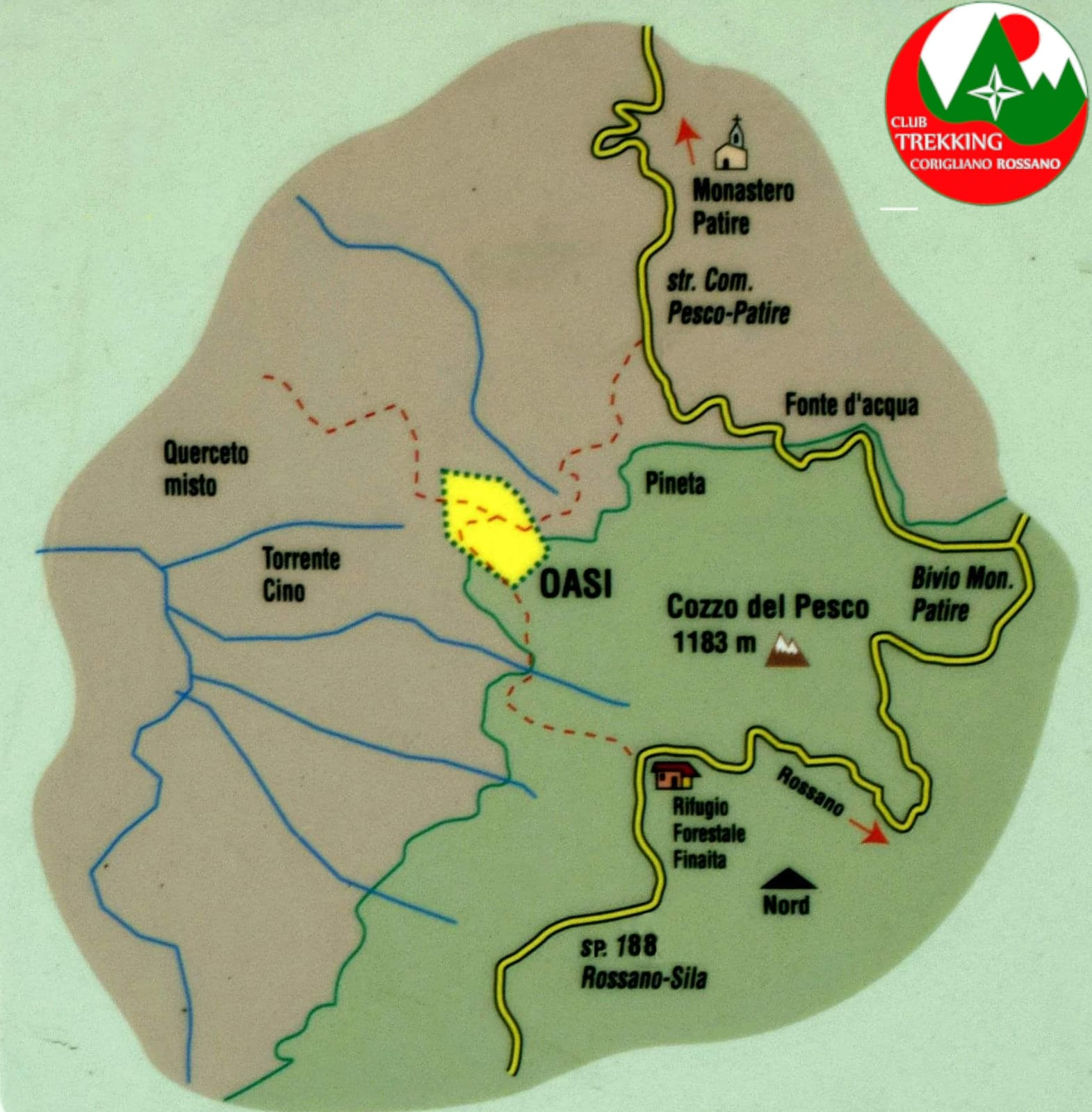
mappa dell'area

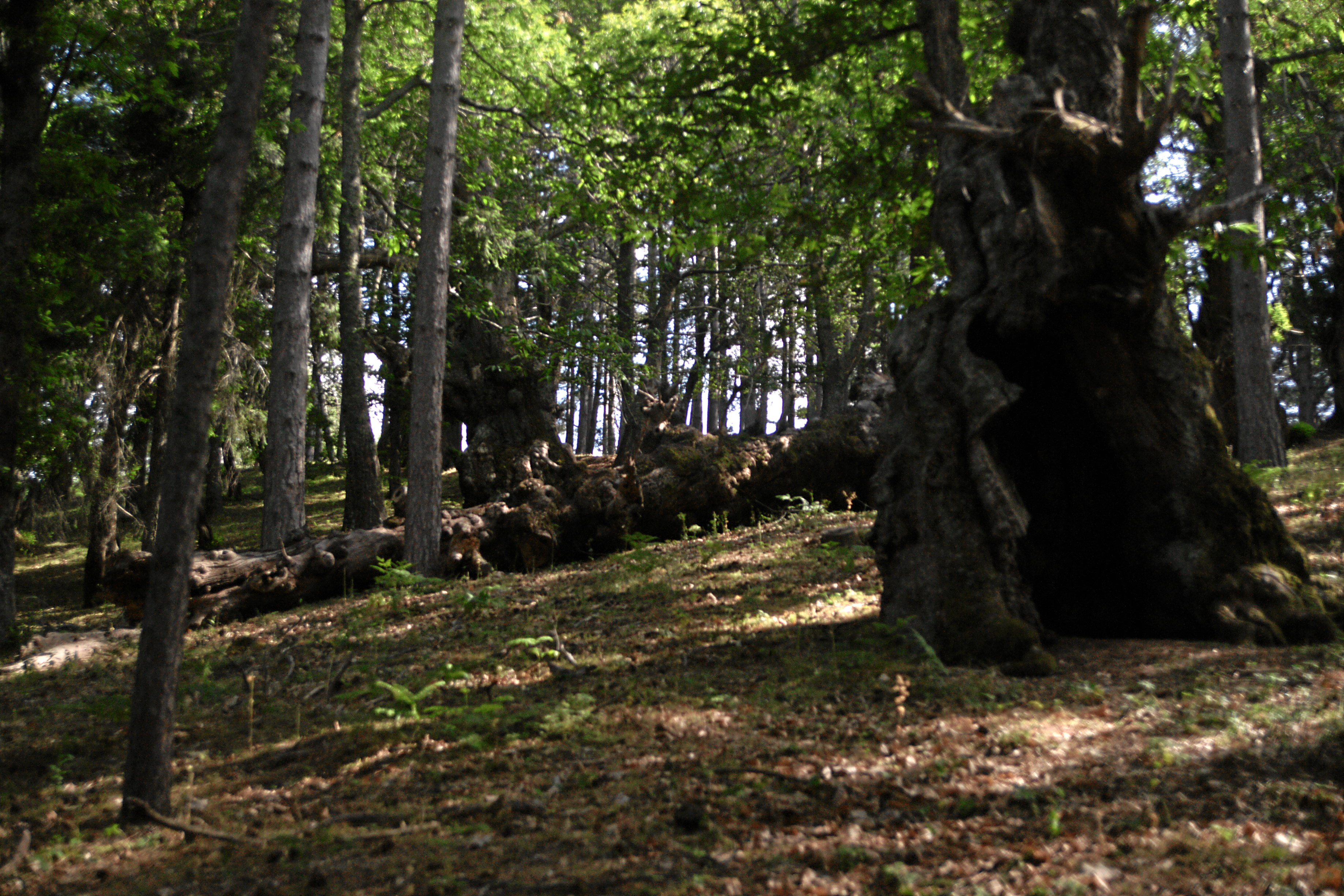
Vista dell'area

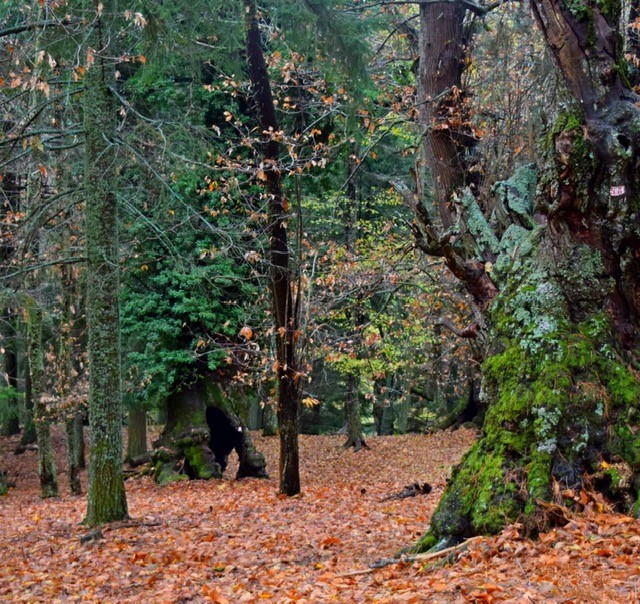
I Giganti di Cozzo del Pesco trekking ottobre 2019

I Giganti di Cozzo del Pesco sono dei castagni millenari. I primi esemplari risalgono alla seconda metà del XIII secolo, introdotti dai monaci basiliani della vicina abbazia del Pathirion. I monaci usano i loro frutti, le castagne, trasformandoli in farina dolce o pane per poi scambiarli come merci o lavoro non solo con la gente del luogo, ma anche come vera e propria forma di baratto con i forestieri.
Numerosi sono gli alberi piantati tra il Quattrocento e il Cinquecento, mentre pochi sono gli esemplari che risalgono al Seicento. Alcuni castagni hanno circonferenze di 12 metri, hanno tronchi vuoti tanto da poter ospitare al loro interno numerose persone.
Questi alberi millenari hanno alcune particolarità che riguardano non solo il loro habitat ma la loro stessa esistenza. Di solito infatti i castagni più grandi e antichi crescono isolati rispetto al gruppo del castagneto più giovane; la singolarità di questa oasi sta nella peculiarità del loro posizionamento infatti tutti gli alberi, vecchi e nuovi, crescono raggruppati da più di 700-800 anni, situazione rara e che rende questi alberi preziosi nel campo della botanica. Per queste sue particolarità nel 1998 è stata istituita l'oasi naturalistica curata dal WWF; in seguito è stata affidata alla cura del club Trekking Corigliano-Rossano.

## Descrizione
Situata a 1183 s.l.m., la riserva presenta sentieri ampi e percorribili senza grossi dislivelli. Da diversi punti panoramici si possono osservare la Valle del Colagnati, la Valle del torrente del Cino e il Golfo di Corigliano sul mar Ionio. Posizionate lungo il percorso varie panchine fatte con materiale di riuso e riciclato degli stessi alberi.
Oltre ai castagni sono presenti felci, querce, aceri e pini. La fauna è varia, gli alberi offrono un rifugio ottimale per il gatto selvatico, la martora, la volpe, la faina, la donnola,  la puzzola. Sono presenti anche cinghiali. Numerosi anche i rapaci notturni e diurni come il gheppio, il gufo, il barbagianni, l'allocco. altri uccelli presenti sul territorio sono il picchio, la ghiandaia, il merlo.

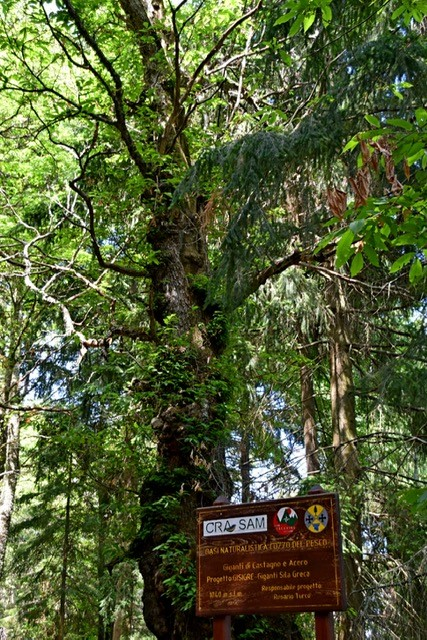
oasi naturalistica